# CS Cerrito
Club Sportivo Cerrito, är en fotbollsklubb i Montevideo, Uruguay. Klubben grundades 28 oktober 1929 och spelar sina hemmamatcher på Estadio Parque Maracaná. Laget spelar i ett gult matchställ med gröna detaljer. Laget debuterade i högstaligan säsongen 2004.